# Vallefoglia
Vallefoglia település Olaszországban, Marche régióban, Pesaro és Urbino megyében. Lakosainak száma 14 935 fő (2023. január 1.). Vallefoglia Montelabbate, Urbino, Petriano, Montecalvo in Foglia, Tavullia és Montegridolfo községekkel határos.

## Népesség
A település lakossága az elmúlt években az alábbi módon változott:
| Lakosok száma | 15 016 | 15 041 | 14 935 |
|               | 2017   | 2018   | 2023   |

## Története
A község 2014. január 1-én jött létre Colbordolo és Sant’Angelo in Lizzola községek egyesítésével.